# Cycle solaire 24
Le cycle solaire 24 est le vingt-quatrième cycle solaire depuis 1755, date du début du suivi intensif de l'activité et des taches solaires,. Ce cycle a commencé le 4 janvier 2008 et a duré jusque décembre 2019, mais l'activité est demeurée faible jusqu'au début 2010,. Ce cycle semble être en 2020 celui avec le plus faible nombre de taches solaires enregistrées depuis 1750.

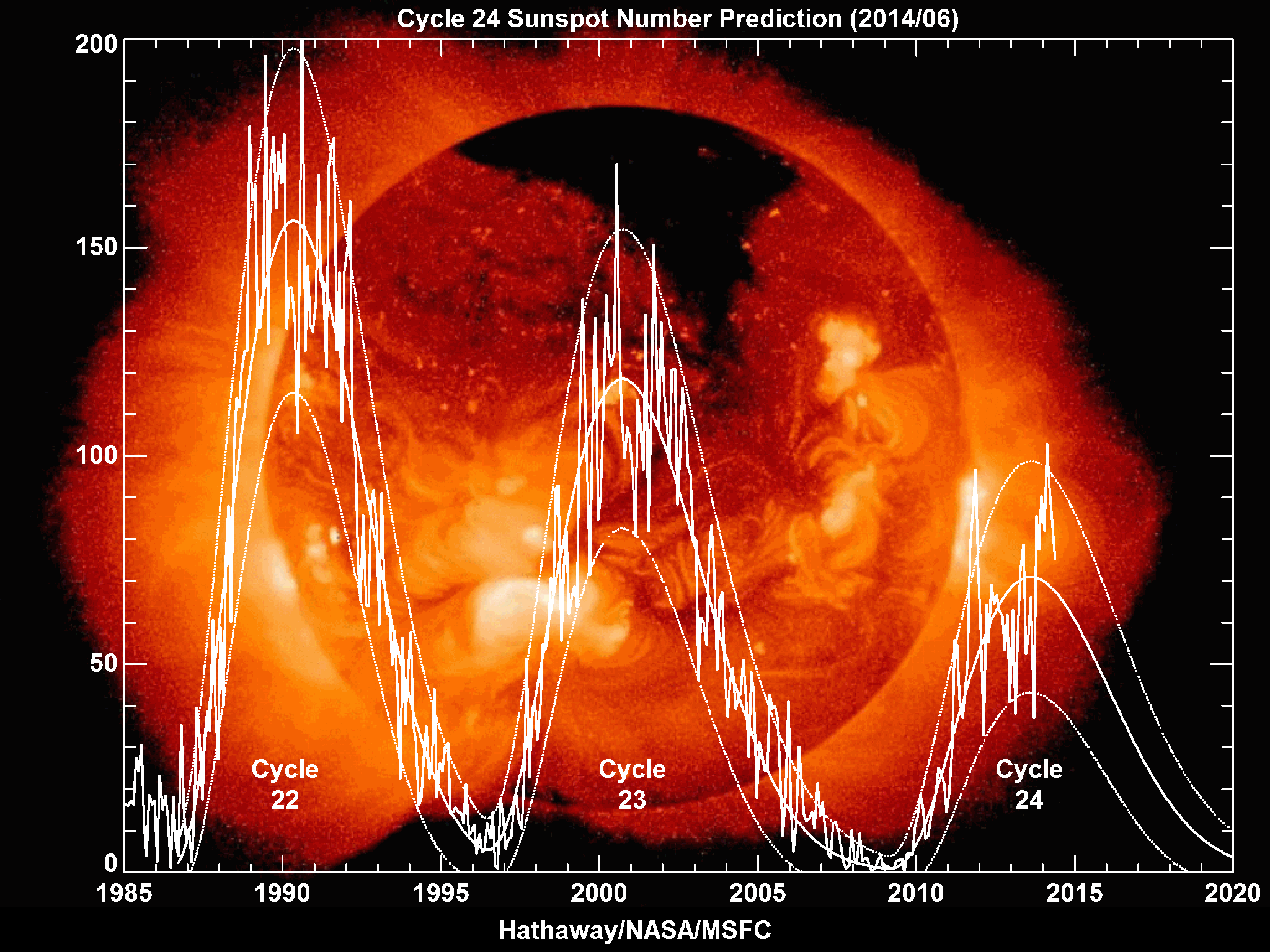
Prédiction du nombre de taches solaires du solaire (NASA).